# Mutti (Unternehmen)
Die Mutti S.p.A. ist ein italienischer Nahrungsmittelproduzent, insbesondere von Tomatenerzeugnissen mit Sitz in Montechiarugolo in der Provinz Parma. Jährlich werden ca. 600.000 Tonnen Tomaten verarbeitet.

## Unternehmensgeschichte
Das Familienunternehmen wurde im Jahr 1899 von Marcellino (1862–1941) und Callisto Mutti (1870–1936) unter dem Namen Fratelli Mutti (Gebrüder/Geschwister Mutti) auf der Piazza di Basilicanova, einem Weiler in Montechiarugolo in der Provinz Parma, gegründet. Bereits ihr Onkel war Landwirt, der im 19. Jahrhundert auf die Wechselwirtschaft zurückgriff. Neben dem Anbau von Feldfrüchten starteten sie in den Gründungsjahren des Unternehmens auch eine Tierzucht und eine Molkerei.
1911 wurde das Markenlogo eingetragen. 1914 wurde dem Unternehmen im Königreich Italien der Arbeitsverdienstorden verliehen. Um 1910 wurde die Fabrik an das damalig größte Straßenbahnnetz Italiens, die Tranvia Parma (Straßenbahn Parma) angeschlossen.
Mit der Entwicklung von Konservierungstechniken, dem damaligen Vorläufer des industriellen Vakuumgarens begann Mutti im Jahr 1922 mit der Produktion von zweifachem Tomatenkonzentrat. Im Jahr 1938 entwickelte das Unternehmen das Dreifachkonzentrat.
Mit der Polpa di Pomodoro, eines mittels Kaltpressung hergestellten Konzentrats, entwickelte Ugo Mutti (1893–1980, Sohn von Marcellino Mutti) im Jahr 1971, eigenen Aussagen des Unternehmens zufolge, einen Kassenschlager.
Im Jahr 1994 übernahm Francesco Mutti (* 30. Oktober 1968) die Geschäftsführung in dritter Generation. Im Jahr 2010 begann das Unternehmen seine Zusammenarbeit mit dem WWF, um eine größere Nachhaltigkeit in der Produktion anzustreben, insbesondere bei der Reduzierung der CO2-Emissionen bzw. der Reduzierung des Ökologischen Fußabdrucks entlang der Lieferkette. Im Jahr 2013 erfolgte die Eröffnung einer neuen Fabrik im in Kampanien gelegenen Valle del Sele und die Eröffnung der ersten Niederlassung außerhalb Italiens, in Frankreich.
Im Jahr 2014 startete Mutti in Zusammenarbeit mit Horta, einem Spin-off der Katholischen Universität von Piacenza, pomodoro.net, um Landwirte zu unterstützen und mit ihnen zusammenzuarbeiten.
Im November 2017 übernahm Mutti Copador für 25 Millionen Euro, ein Konsortium, das in Collecchio in der Tomatenverarbeitungsbranche tätig ist, in einer vom Gericht von Parma organisierten Auktion.
Im Jahr 2020 hat das Unternehmen eine neue Maschine namens InstaFactory eingeführt, die transportabel ist und es ermöglicht, Tomaten direkt am Ernteort zu verarbeiten, um die Zeit zu verkürzen und die Qualität des Endprodukts zu verbessern.

## Trivia
In einem Werbespot spielt Francesco Mutti sich selbst.